# Calamus prasinus
Calamus prasinus är en enhjärtbladig växtart som beskrevs av Lakshmana och Renuka. Calamus prasinus ingår i släktet Calamus och familjen Arecaceae. Inga underarter finns listade i Catalogue of Life.